# Ночь и Доктор
«Ночь и Доктор» — пять сделанных для выпуска на DVD мини-эпизодов сериала «Доктор Кто», написанных Стивеном Моффатом. Они были выпущены в ноябре 2011 года как бонусные серии в DVD «Полный шестой сезон» и наборе Blu-ray. Четыре мини-эпизода тематически связаны, действие происходит в комнате управления ТАРДИС. В них показывается, что делает Доктор ночью, пока его спутники спят. Пятый эпизод предшествует событиям эпизода «Время на исходе», в нём не снимаются ни Доктор, ни его обычные спутники.

## Сюжет
- Плохая ночь (03:37)

Когда Эми Понд (Карен Гиллан) отвечает на телефонный звонок в ТАРДИС посреди ночи, звонит Принц Уэльса. Доктор (Мэтт Смит) входит в ТАРДИС с золотой рыбкой и перехватывает телефон. Эми выясняет, что Доктор живёт активной жизнью, пока его спутники спят. Оказывается, что рыба — королева Великобритании, под угрозой судьба Содружества. Эми хочет серьёзно поговорить с Доктором, но Доктор зовёт её мужа Рори Уильямса (Артура Дарвилла) для «серьёзных разговоров».
- Хорошая ночь (04:51)

Доктор возвращается после ещё одной ночи с Ривер Сонг. Эми ожидает его на ступенях и уличает его в дополнительных приключениях. Она волнуется, что из-за произошедших ранее событий (серия «Большой взрыв») она помнит две разные жизни — с родителями и без. Доктор приободряет её и рассуждает о особенностях памяти и прошлого. Он предлагает изменить события и вернуться к самому грустному событию в жизни Эми, и оказывается, что она уже помнит его изменённым.
- Первая ночь (02:15)

Ривер Сонг проводит свою первую ночь в тюрьме. К ней прилетает Доктор и приглашает её на ночное приключение. Он объясняет Ривер правила их встреч. Пока Ривер переодевается, в ТАРДИС входит ещё одна Ривер.
- Последняя ночь (03:34)

Вторая Ривер (для которой уже прошло 5 лет в тюрьме) скрывается от сражения, она начинает ревновать к «неизвестной» женщине, следы которой обнаруживает (то есть к самой себе), и уходит её искать. Обе Ривер по очереди заглядывают в комнату управления, пытаясь обнаружить друг друга. В этот момент в дверь ТАРДИС входит третья Ривер. Пока по просьбе Доктора она ненадолго выходит, он выпроваживает вторую Ривер в тюрьму. Заходит ещё один Доктор, и оказывается, что у него одна из последних встреч с Ривер (понятно из места, упомянутого в эпизоде «Тишина в библиотеке»). Второй Доктор уходит с третьей за вечер Ривер.
- Всю ночь на ногах (01:56)

Эпизод предшествует событиям эпизода «Время на исходе» и показывает ночь Крейга Оуэнса (Джеймс Корден) до того, как к нему пришёл Доктор. Крейг сомневается, что справится с ребёнком один и будет хорошим отцом.

## Отзывы
Иан Берримэн из SFX назвал «Ночь и Доктор» «наиболее увлекательным бонусом». Он отозвался о «Плохой ночи» как «непоследовательной, но весёлой» и признал «Хорошую ночь» своим любимым мини-эпизодом. По его мнению, после просмотра эпизода «Время на исходе» смотреть «Всю ночь на ногах» бессмысленно. Чарли Андерс из io9 считает, что мини-эпизоды воплотили «всё, что мы любим в диалогах и стиле повествования Стивена Моффата». Андерс также заметила, что «Хорошая ночь» добавила характеру Эми глубины и развития.